# Francisco Rovira Beleta
Francisco Rovira Beleta (Barcellona, 25 settembre 1912 – Barcellona, 23 giugno 1999) è stato un regista e sceneggiatore spagnolo.
Nel 1962 con I malfattori (Los atracadores) ha partecipato alla dodicesima edizione del Festival di Berlino. 
Il suo film dell'anno seguente Con odio e con amore (Los Tarantos) ha ricevuto una nomination ai Premi Oscar 1964 nella categoria miglior film straniero. 
Quattro anni dopo, nel 1968, il film L'amore stregone (El amor brujo) ha ricevuto una nomination ai Premi Oscar 1968 nella stessa categoria.

## Filmografia

### Cinema
- Deportes y figuras del boxeo. Reportaje Nº 1 - documentario cortometraggio (1946)
- Doce horas de vida (1949)

- 39 cartas de amor (1950)
- Luna de sangre (1952)
- El Lago de los Cisnes - cortometraggio (1953)
- Hay un camino a la derecha (1953)
- Once pares de botas (1954)
- Il mondo sarà nostro (El expreso de Andalucía) (1956)
- Historias de la feria (1958)
- Familia provisional (1958)
- Altas variedades (1960)
- I malfattori (Los atracadores) (1962)
- Con odio e con amore (Los tarantos) (1963)
- La dama del alba (1966)
- L'amore stregone (El amor brujo) (1967)
- La larga agonía de los peces fuera del agua (1970)
- Impromptu Balear - documentario cortometraggio (1971)
- Peccato mortale (No encontré rosas para mi madre) (1973)
- El día de San Jorge en Barcelona - documentario cortometraggio (1974)
- La espada negra (1976)
- Crónica sentimental en rojo (1986)

#### Televisione
- Cuentos y leyendas - serie TV, 1 episodio (1974)
- Curro Jiménez - serie TV, episodi 1x7-1x8-1x9 (1977)

- Escrito en América - serie TV, 1 episodio (1979)